# Équipe cycliste Municipalidad de Pocito
L'équipe cycliste Municipalidad de Pocito est une équipe cycliste argentine créée en 2010 et ayant le statut d'équipe continentale de 2017 à 2023.

## Classements UCI
Le tableau ci-dessous présente les classements de l'équipe sur l'UCI America Tour, ainsi que son meilleur coureur au classement individuel.
UCI America Tour
| Saison | Classement par équipes | Meilleur coureur au classement individuel |
| ------ | ---------------------- | ----------------------------------------- |
| 2017   | 32e                    | Josué Moyano (122e)                       |
| 2018   | 32e                    | Juan Melivilo (213e)                      |
| 2019   | 27e                    | Daniel Díaz (366e)                        |
| 2020   | 14e                    | Juan Melivilo (81e)                       |

L'équipe est également classée au Classement mondial UCI qui prend en compte toutes les épreuves UCI et concerne toutes les équipes UCI.
| Saison | Classement par équipes | Meilleur coureur au classement individuel |
| ------ | ---------------------- | ----------------------------------------- |
| 2017   | -                      | Josué Moyano (1366e)                      |
| 2018   | -                      | Juan Melivilo (1796e)                     |
| 2019   | 202e                   | Daniel Díaz (2325e)                       |
| 2020   | 148e                   | Juan Melivilo (1021e)                     |

## Equipo Continental Municipalidad de Pocito en 2022
| Cycliste                | Date de naissance | Nationalité | Équipe 2021                                |  |
| ----------------------- | ----------------- | ----------- | ------------------------------------------ |  |
| Nicolas Arnau           | 27 mars 2003      | Argentine   | Transporte Puertas de Cuyo                 |  |
| Gerardo Atencio         | 27 avril 1996     | Argentine   | Equipo Continental Municipalidad de Pocito |  |
| Franco Buchanan         | 6 novembre 1992   | Argentine   | Equipo Continental Municipalidad de Pocito |  |
| Kevin Castro            | 17 avril 1999     | Argentine   | Municipalidad de Rawson                    |  |
| Mauricio Dominguez      | 22 décembre 2001  | Argentine   | Equipo Continental Municipalidad de Pocito |  |
| Juan Javier Melivilo    | 22 avril 1989     | Argentine   | Equipo Continental Municipalidad de Pocito |  |
| Duilio Ramos            | 4 mars 1996       | Argentine   | Equipo Continental Municipalidad de Pocito |  |
| Rubén Ramos             | 2 novembre 1992   | Argentine   | Equipo Continental Municipalidad de Pocito |  |
| José Martin Reyes       | 17 août 1992      | Argentine   | Equipo Continental Municipalidad de Pocito |  |
| Washington Roberto      | 14 mai 1999       | Argentine   | Equipo Continental Municipalidad de Pocito |  |
| Frederico Nicolas Vivas | 21 mai 1996       | Argentine   | Equipo Continental San Luis                |  |